# Kerksken
Kerksken est une section de la commune belge de Haaltert dans le Denderstreek sur le Molenbeek-Ter Erpenbeek située en Région flamande dans la province de Flandre-Orientale.
On trouve les formes alternatives Kerksen, et Kerksem,,,.
C'était une commune à part entière avant la fusion des communes de 1977.

## Démographie

### Évolution démographique
- Sources : INS, Rem. : 1831 jusqu'en 1970 = recensements, 1976 = nombre d'habitants au 31 décembre[8].

## Curiosité
- Église Saint-Martin.